# Courtney Jones
Courtney Jones (28 gennaio 1941) è un ex danzatore su ghiaccio britannico. Insieme a Doreen Denny ha vinto due medaglie d'oro al Campionato del mondo, nel 1959 e nel 1960, tre medaglie d'oro al Campionato europeo, dal 1059 al 1961, e tre medaglie d'oro al Campionato nazionale britannico, dal 1959 al 1961. Con la sua prima partner, June Markham, aveva vinto due ori (1957 e 1958) e un argento sia al Campionato europeo che al Campionato del mondo, e due ori (1957 e 1958) al Campionato britannico.

## Palmarès
(con Doreen Denny)
| Evento                | 1959 | 1960 | 1961 |
| --------------------- | ---- | ---- | ---- |
| Campionati mondiali   | 1°   | 1°   | C    |
| Campionati europei    | 1°   | 1°   | 1°   |
| Campionati britannici | 1°   | 1°   | 1°   |

C = Il Campionato del mondo del 1961 è stato cancellato a causa dell'incidente del Volo Sabena 548.
(con June Markham)
| Evento                | 1956 | 1957 | 1958 |
| --------------------- | ---- | ---- | ---- |
| Campionati mondiali   | 2°   | 1°   | 1°   |
| Campionati europei    | 2°   | 1°   | 1°   |
| Campionati britannici |      | 1°   | 1°   |